# Cecka Cačeva
Cecka Cačeva (in bulgaro Цецка Цачева?; Ugărčin, 24 maggio 1958) è una politica bulgara.
Esponente della formazione di centro-destra Cittadini per lo Sviluppo Europeo della Bulgaria, ha ricoperto l'incarico di Presidente dell'Assemblea nazionale per due mandati (dal 2009 al 2013 e dal 2014 al 2017); successivamente è stata nominata ministro della giustizia nel governo guidato dal Primo ministro Bojko Borisov, mantenendo tale carica fino al 2019.
Presentatasi alle elezioni presidenziali del 2016, è stata sconfitta al secondo turno da Rumen Radev, candidato del Partito Socialista Bulgaro, fermandosi al 36,16% contro il 59,37% del suo sfidante.